# 郑继之
鄭繼之（1535年—1623年），字伯孝，号鳴峴，湖广襄陽仪卫司人。明朝政治人物。

## 生平
鄭繼之為嘉靖四十年（1561年）辛酉科湖廣鄉試五十一名舉人，嘉靖四十四年（1565年）乙丑科会试二百五十二名，廷试三甲一百九十五名進士。大理寺观政，本年十月初任餘干知縣，人稱鄭鐵耳。隆慶三年（1569年）四月遷戶部主事，舟次九江，大父告殂。服闋，六年（1572年）十月復除本部，万历四年（1576年）十一月升员外，五年三月升郎中，七月擢寧國府知府，十年（1582年）四月升四川按察司副使，告歸侍養。二十年（1592年）五月起任江西按察副使，次年七月拜布政司右參政，二十三年八月升任太僕寺少卿，二十四年二月升太常寺少卿提督四夷馆，七月升通政司右通政，二十六年五月升南京太僕寺卿，二十七年三月升南京大理寺卿，五月升大理寺卿，三十五年八月知武举，三十七年升南京户部尚書，四十年六月改任南京吏部尚書，四十二年二月官至吏部尚書。萬曆四十年（1616年）為《襄阳县志》作序，萬曆四十五年（1617年）以吏部尚書身份與徐紹吉、韓浚等主持丁巳京察，期間大力扶植東林黨人，「世之所謂清流者，一網盡矣」。萬曆四十六年（1618年）二月去職。天启三年十月十九日卒，年八十九。

## 家族
曾祖郑镛。祖郑玺。父郑時中，歲贡生，累赠中憲大夫宁国知府。母陳氏，累封太恭人。弟郑緝之、郑綸之。
有三子：郑抱一、郑抱朴、郑抱素。